# 18924 Vinjamoori
18924 Vinjamoori là một tiểu hành tinh vành đai chính với chu kỳ quỹ đạo là 1339.4117326 ngày (3.67 năm).
Nó được phát hiện ngày 3 tháng 8 năm 2000.